# VIA Vancouver Institute for the Americas
VIA Vancouver Institute for the Americas (1997-2007), ha sido una organización canadiense de Educación superior dedicada a la investigación y desarrollo de proyectos en el área de la Educación Global para el Desarrollo sostenible basado en programas de la Oficina Internacional de Educación de UNESCO centrados en la integración de las Américas. 
VIA operaba desde su centro matriz ubicado en el tercer. piso del 470 Granville, Vancouver BC, Canadá, y su centro regional ubicado en Las Condes, Santiago de Chile. VIA ha sido una organización incorporada en la provincia candianse de Columbia Británica con una subsidiaria registrada en Santiago de Chile; así mismo era una organización registrada en el Consejo de Educación Superior Privada de la Columbia Británica, lo cual otorgaba diplomas acreditados y permitía a estudiantes la obtención de financiamiento bancario y ayudas becarias del gobierno provincial o asistencia financiera de Canadá.

## Fundación
En 1998, la profesora universitaria Dra. Paz Buttedahl, lanzadaría VIA una organización dedicada a la capacitación profesional de docentes y el intercambio académico a través de las Américas, dando paso a la creación de “VIA Vancouver Institute for the Americas”. 
El plantel inicial estaba compuesto por sus colegas y colaboradores de la Facultad de Educación de la UBC Universidad de Columbia Británica, eventualmente Paz selecionaría un plantel corporativo liderado por:
- Dra. Paz Buttedahl,[5] Presidenta;
 Prof.Dr. Knute Buttedahl,[6] Vicepresidente y Director de Finanzas;
 Prof. Vito de Candia-Levieux,[7] Director de Programas Educativos;
 Prof. Lucía Carvajal Berland,[8] [9]Directora del Centro Regional en Santiago de Chile;
A este plantel se uniría un equipo formado por una amplia gama de colaboradore, investigadores y pasantes universitarios.

## Proyectos
Como parte del desarrollo de una organización global, VIA participaba e implemetaba proyectos de cooperación internacional y desarrollo sustentable, mediante la financiación privada y fondos otorgados por organizaciones gubernamentales canadienses e interncacionales. 
Su equipo produjo reportes de investigación de alta gama en temas de Desarrollo de Recursos Humano, particularmente en las áreas de inclusión e igualdad de género.
Implementaba programas de Formación Profesional contaba de programas afiliados con UBC Universidad de Columbia Británica así como con la Universidad FLACSO, para varias organizaciones de cooperación mundial, asistidos por UNESCO, el IDRC Centro de Investigación de Desarrollo Internacional, en su mayor parte participó en la realización de proyectos de Reformas Educativas multinacionales trabajando bajo el marco de implementación y fondos proporcionados por el ACDI-CIDA Agencia Canadiense de Desarrollo Internacional. 

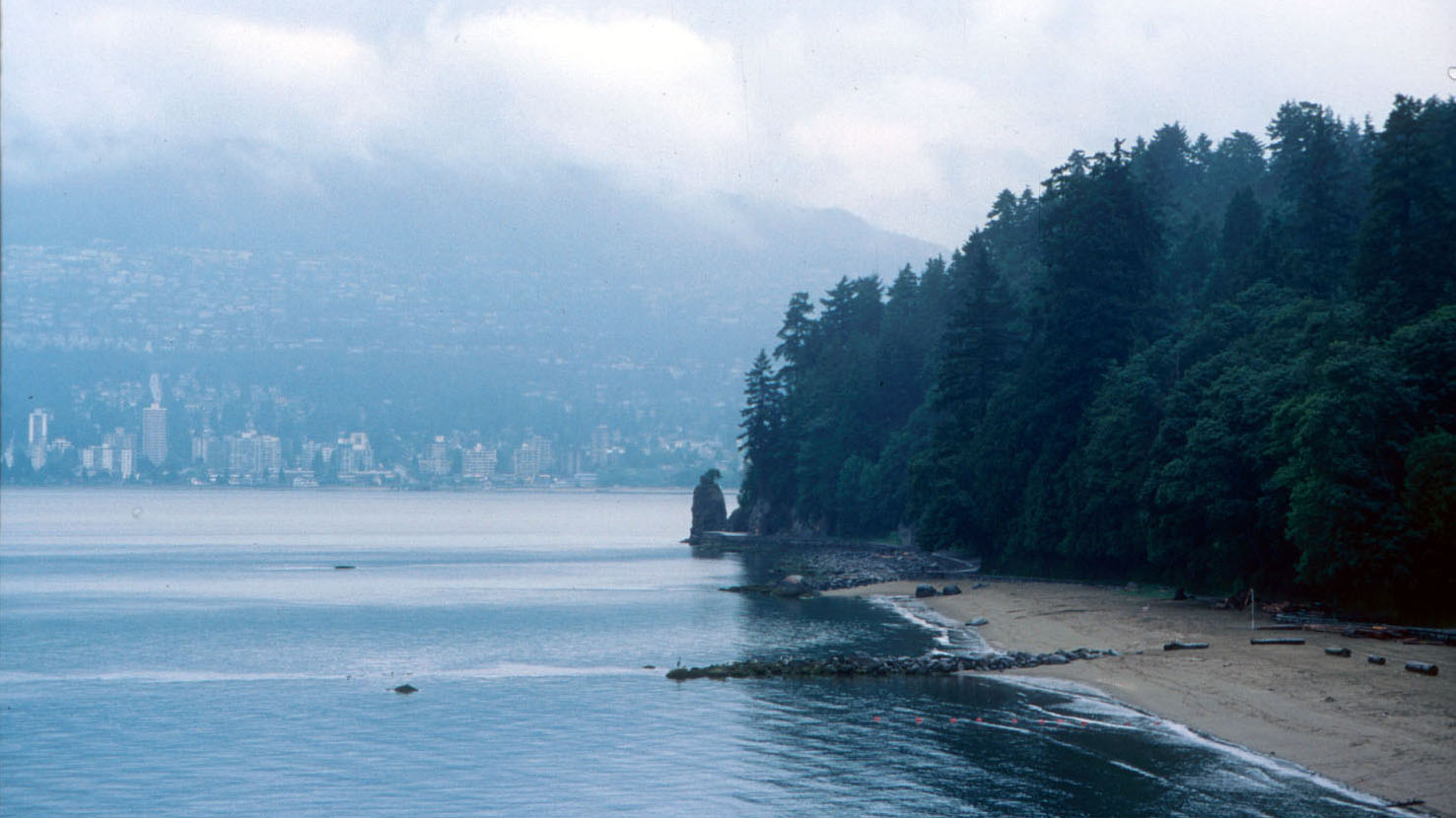
Vancouver BC, en un día lluvioso.

## Legado
Entre sus mayores logros se encuentra la amplia expansión y desarrollo de la movilidad académica entre los países de las Américas; y su participación integral con el desarrollo del proyecto ENLACES-Mineduc, plataforma de e-aprendizaje y centros educativos.
VIA cerró sus puertas a la muerte de su fundadora en 2007.